# Заложье (Могилёвская область)
Зало́жье (бел. Заложжа) — деревня в составе Радомльского сельсовета Чаусского района Могилёвской области Республики Беларусь.

## Население
- 2010 год — 25 человек